# Лодердейл-бай-зе-Сі (Флорида)
Лодердейл-бай-зе-Сі (англ. Lauderdale-by-the-Sea) — місто (англ. town) в США, в окрузі Бровард штату Флорида. Населення — 6198 осіб (2020).

## Географія
Лодердейл-бай-зе-Сі розташований за координатами 26°11′58″ пн. ш. 80°5′41″ зх. д. / 26.19944° пн. ш. 80.09472° зх. д. (26.199324, -80.094697).  За даними Бюро перепису населення США в 2010 році місто мало площу 4,06 км², з яких 2,27 км² — суходіл та 1,80 км² — водойми.

## Демографія
Згідно з переписом 2010 року, у місті мешкало 6056 осіб у 3595 домогосподарствах у складі 1582 родин. Густота населення становила 1490 осіб/км².  Було 6563 помешкання (1615/км²).
Расовий склад населення:
| - 96,3 % — білих - 1,2 % — чорних або афроамериканців - 0,8 % — азіатів - 0,1 % — корінних американців |

До двох чи більше рас належало 0,9 %. Частка іспаномовних становила 8,8 % від усіх жителів.
За віковим діапазоном населення розподілялося таким чином: 6,6 % — особи молодші 18 років, 53,6 % — особи у віці 18—64 років, 39,8 % — особи у віці 65 років та старші. Медіана віку мешканця становила 60,1 року. На 100 осіб жіночої статі у місті припадало 96,1 чоловіків;  на 100 жінок у віці від 18 років та старших — 95,1 чоловіків також старших 18 років.
Середній дохід на одне домашнє господарство  становив 103 496 доларів США (медіана — 63 052), а середній дохід на одну сім'ю — 145 697 доларів (медіана — 98 165). Медіана доходів становила 66 202 долари для чоловіків та 54 485 доларів для жінок. За межею бідності перебувало 9,3 % осіб, у тому числі 3,8 % дітей у віці до 18 років та 5,8 % осіб у віці 65 років та старших.
Цивільне працевлаштоване населення становило 2601 особа. Основні галузі зайнятості: освіта, охорона здоров'я та соціальна допомога — 15,2 %, фінанси, страхування та нерухомість — 14,4 %, мистецтво, розваги та відпочинок — 14,3 %.